# Gastón Saavedra
Gastón Saavedra Chandía (Talcahuano, 22 de noviembre de 1955) es un político chileno. Actualmente se desempeña como senador por la circunscripción 10, Región del Biobío. Anteriormente fue  diputado por el distrito 20 y  alcalde de la ciudad de Talcahuano por dos períodos consecutivos.

## Carrera política
Desde 1984, es asesor del sector marítimo-portuario de Talcahuano participando en la fundación de muchas organizaciones sindicales.
En 1996 fue elegido concejal por Talcahuano, siendo reelecto en las 2 siguientes elecciones (2000 y 2004).
En 2008 se presentó como candidato Alcalde de dicha comuna como independiente, ya que renunció a su partido el PS y Concertación -quien llevó de candidato al concejal Abel Contreras- siendo electo con el 44 %. Sin embargo, en mayo de 2011 se reintegró a las filas del Socialismo (en el XXIX congreso de dicho partido) junto al diputado Luis Lemus.
En las Elecciones municipales de Chile de 2012, es reelecto alcalde con un aplastante 75 %, continuando su labor como alcalde hasta 2016.

## Historial electoral

### Elecciones municipales de 1996
- Elecciones municipales de 1996, para la alcaldía y concejo de Talcahuano[2]

(Se consideran sólo los candidatos con más del 2,50% de los votos)

### Elecciones municipales de 2000
- Elecciones municipales de 2000, para la alcaldía y concejo de Talcahuano[3]

(Se consideran sólo los candidatos con más del 1,50% de los votos)

### Elecciones municipales de 2004
- Elecciones municipales de 2004, para concejales de Talcahuano[4]

(Se consideran sólo los candidatos con más del 4% de los votos)

### Elecciones municipales de 2008
- Elecciones municipales de 2008, para la alcaldía de Talcahuano[5]

### Elecciones municipales de 2012
- Elecciones municipales de 2012, para la alcaldía de Talcahuano[6]

### Elecciones parlamentarias de 2017
- Elecciones parlamentarias de 2017 a Diputados por el distrito 20 (Chiguayante, Concepción, Coronel, Florida, Hualpén, Hualqui, Penco, San Pedro de la Paz, Santa Juana, Talcahuano y Tomé)[7]

### Elecciones parlamentarias de 2021
- Elecciones parlamentarias de 2021, para la Circunscripción Senatorial nro. 10, Región del Bíobío

| Predecesor: Abel Contreras | Alcalde de Talcahuano 2008 - 2016 | Sucesor: Henry Campos |